# Yehezkel Abramsky

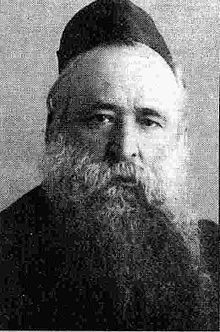
Yehezkel Abramsky

Yehezkel Abramsky (hebräisch יחזקאל אברמסקי‎, geboren 7. Februar 1886 in Daschkowitschi, Gouvernement Grodno, Russisches Kaiserreich; gestorben 19. September 1976 in Jerusalem) war ein bedeutender britischer Rabbiner, jüdischer Gelehrter und Autor sowie Rosch Jeschiwa.

## Leben
Yehezkel Abramsky wurde als Sohn eines Holzhändlers in einem Ort im zaristischen Gouvernement Grodno im heutigen Rajon Swislatsch geboren. Er besuchte die Jeschiwot in Telz, Mir, Slobodka und auch die in Brest bei Chaim Soloweitschik. 1909 heiratete er Raisel Jerusalimsky, sie bekamen vier Söhne. Während des Ersten Weltkriegs war er Wanderrabbi und danach als Rabbiner in Smaĺjany, Smolevich und Sluzk tätig. Er versuchte einerseits, die Religionsausübung der jüdischen Gemeinden auch unter dem wachsenden Druck des kommunistischen Regimes aufrechtzuerhalten. Andererseits stellte er für sich und seine Familie Auswanderungsanträge für eine Tätigkeit in Petach Tikwa im Mandatsgebiet Palästina, die sowohl 1926 als auch 1928 abgelehnt wurden. Die Herausgabe einer hebräischen religiösen Zeitschrift wurde ihm 1928 nach der zweiten Ausgabe verboten. 1929 wurde er als Konterrevolutionär verhaftet und zu Zwangsarbeit in Sibirien verurteilt. Auf internationale Bemühungen hin, u. a. durch den deutschen Reichskanzler Heinrich Brüning, der ihn gegen fünf in Deutschland verurteilte Kommunisten austauschte, kam er 1931 frei und konnte nach Großbritannien emigrieren. Zwei Söhne wurden als Geiseln für politisches Wohlverhalten von der Sowjetunion festgehalten und kamen erst 1937 auf Druck des britischen Außenministers Anthony Eden frei.
Abramsky wurde 1932 Rabbiner der religiös und gesellschaftlich konservativ eingestellten Gemeinde Machzike Hadath im Londoner East End. Von 1934 an war er außerdem Dajan (Richter) am Londoner Gemeindegericht Beth Din und beeinflusste die Gemeinde im orthodoxen Sinne. Er urteilte über das Schächten und lehnte die Konversion zum Judentum nur aus Gründen der Verheiratung ab. In der Gemeinde sprach er auch Jiddisch. Bei seiner Pensionierung zog er 1951 nach Jerusalem um. Für seinen Tosefta-Kommentar erhielt er 1955 den Israel-Preis für Literatur. Begraben wurde er auf dem Har HaMenuchot.
Sein Urenkel Sasha Abramsky schrieb 2014 eine Biografie über Yehezkels Sohn Chimen Abramsky, der 1941 in die Communist Party of Great Britain eingetreten war, und dessen politische Revolte gegen den Vater.

## Schriften (Auswahl)
Hebräisch
- Hazon Yehezkel. Kommentar zur Tosefta, 24-bändig, 1925–1975.
- Judaismus. Ausgewählte Schriften. Jerusalem 1977.